# Мост Толедо
Пуэнте-де-Толедо (исп. Puente de Toledo) — мост в Мадриде, часть улицы Толедо.

## История
Мост Толедо построен в стиле барокко в 1718—1732 годах через реку Мансанарес по проекту архитектора Педро де Рибера на месте моста, уничтоженного наводнением 1680 года. 
Пуэнте-де-Толедо представляет собой гранитный арочный пешеходный мост шириной 4,95 м с девятью пролётами, движение любого транспорта запрещено. Мост признан памятником и включён в список испанского культурного наследия Bien de Interés Cultural в 1956 году.
В центре моста расположены статуи Святого Исидора, покровителя Мадрида, и Марии Торрибиа, установленные в 1723 году.

## Галерея

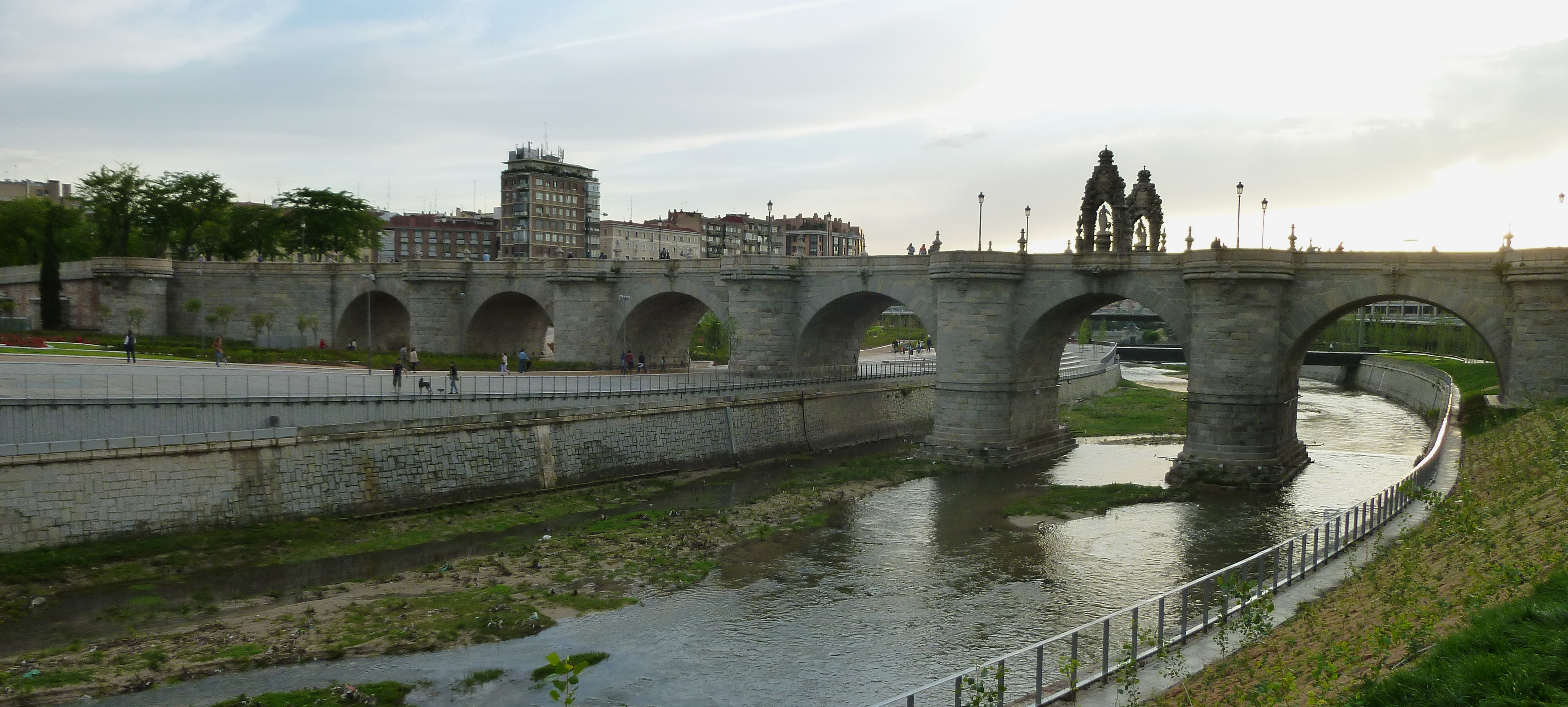